# ناوارو
ناوارو مجموعهٔ تلویزیونی جنایی محصول کشور فرانسه است که در ۱۰۹ قسمت ۹۰ دقیقه‌ای توسط پییر گریمبلت و تیتو تاپین ساخته و میان سال‌های ۱۹۸۹ تا ۲۰۰۷ از شبکهٔ ت‌اف۱ فرانسه پخش شد. بازیگر اصلی این سریال روژه انن در نقش کمیسر ناوارو است. این مجموعهٔ تلویزیونی از شبکه ۱ پخش شده است.

## خلاصه داستان
این مجموعهٔ تلویزیونی بازجویی و تجسس کمیسر پلیسی به نام «آنتوان ناوارو» را در شهر پاریس نشان می‌دهد که پس از ناپدیدشدن همسرش به تنهایی با دخترش «یولاند» زندگی می‌کند.

## بازیگران
| نقش             | بازیگر          |
| --------------- | --------------- |
| ناوارو          | روژه انن        |
| یولاند          | امانوئل بوآدرون |
| ژینو            | کاترین الگره    |
| والتز           | موریس ودو       |
| بارادا          | سام کارمان      |
| بلومه           | دنیل ریاله      |
| اوکلن           | کریستین روت     |
| بن‌ماری          | ژاک مارسیال     |
| بورلی           | ژان کلود کارون  |
| ستوان یان بولدک | فیلیپ نیکولیچ   |
| راشل لیند       | تیتراژ          |